# Полесе (Плонський повіт)
Полесе (пол. Polesie) — село в Польщі, у гміні Бабошево Плонського повіту Мазовецького воєводства.
Населення — 73 особи (2011).
У 1975-1998 роках село належало до Цехановського воєводства.

## Демографія
Демографічна структура станом на 31 березня 2011 року:
|          | Загалом | Допрацездатний вік | Працездатний вік | Постпрацездатний вік |
| -------- | ------- | ------------------ | ---------------- | -------------------- |
| Чоловіки | 30      | 7                  | 20               | 3                    |
| Жінки    | 43      | 9                  | 22               | 12                   |
| Разом    | 73      | 16                 | 42               | 15                   |